# Acanthermia mediana
Acanthermia mediana är en fjärilsart som beskrevs av George Francis Hampson 1926. Acanthermia mediana ingår i släktet Acanthermia och familjen nattflyn. Inga underarter finns listade i Catalogue of Life.